# Julius Hendrik van Saksen-Lauenburg
Julius Hendrik (Wolfenbüttel, 9 april 1586 – Praag, 20 november 1665), was hertog van Saksen-Lauenburg van 1656 tot 1665. Hij was een zoon van hertog Frans II en diens tweede vrouw Maria van Brunswijk-Wolfenbüttel.
Julius Hendrik is drie maal gehuwd geweest. Voor de eerste keer trouwde hij op 7 maart 1617 in Grabow met gravin Anna van Oost-Friesland (Aurich 26 juni 1562 – Neuhaus 21 april 1621), dochter van graaf Edzard II. Dit huwelijk bleef kinderloos. 

Op 27 februari 1628 huwde hij in Theusing met prinses Elisabeth Sofia van Brandenburg (Berlijn 13 juli 1589 – Frankfurt (Oder) 24 december 1629), dochter van keurvorst Johan George. Met haar kreeg hij een zoon:
- Frans Erdmann (Theusing 25 februari 1629 – Schwarzenbek 30 juli 1666), hertog van 1665 tot 1666

Voor de laatste maal huwde hij te Wenen op 18 augustus 1632 met barones Anna Magdalena van Lobkowicz (1606 – 7 september 1668). Uit dit huwelijk kwamen zes kinderen voort, van wie er slechts twee in leven bleven:
- Maria Benigna Francisca (Regensburg 10 juli 1635 – Wenen 1 december 1701); ∞ (4 juni 1651 Ottavio Piccolomini (Pisa 9 november 1599 – Wenen 10 augustus 1656), hertog van Amalfi.
- Julius Frans (Praag 16 september 1641 – Reichstadt 30 september 1689), hertog van 1666-1689